# Мария Габриел
Мария Иванова Габриел (по баща Неделчева) е български политик от партия ГЕРБ, президент на института „Роберт Шуман“..
Била е депутат в Европейския парламент от групата на Европейската народна партия (ЕНП) (2009 – 2017), зам.-председател на ЕНП Жени (от 2012 година) и зам.-председател на Групата на ЕНП в Европейския парламент и ръководител на българската делегация в групата (от 2014 година).
От 7 юли 2017 до 1 декември 2019 година е еврокомисар за цифровата икономика и общество в Комисията „Юнкер“. В периода 2019 – 2023 година е еврокомисар за иновациите, научните изследвания, културата, образованието и младежта в Комисията „Фон дер Лайен“.
На 6 юни 2023 година е избрана от XLIX народно събрание за вицепремиер и министър на външните работи в правителството на Николай Денков.

## Образование и обучение
Мария Иванова Неделчева е родена на 20 май 1979 година в Хаджидимово, Гоцеделчевско. През 1997 година завършва Езиковата гимназия „Д-р Петър Берон“ в Кюстендил. През 2001 година придобива бакалавърска степен по „Българска и френска филология“ в Пловдивския университет „Паисий Хилендарски“. Продължава образованието си в Института по политически науки в Бордо, Франция, където изучава международни отношения, история на европейските институции, политическа социология, сравнителна политика. Завършва магистратура по „Сравнителна политика и международни отношения“ в Докторската академия по политически науки в Бордо през 2003 година.

## Професионален път
От 2004 до 2008 година е помощник научен изследовател в Института по политически науки в Бордо. Преподавателската ѝ дейност е свързана с темите за процеса на вземане на решения в Европейския съюз, политическа социология и международни отношения. В екипа е на два международни проекта – по Европейска програма Equal 2004 – 2008 „Ценности и икономика – равенството в професионалната дейност и социалната и солидарна икономика“ и Международна изследователска програма „Парламентарното представителство на национално и европейско ниво“ с ръководител Оливие Коста.

## Евродепутат
От 2012 до 2014 година е координатор на ЕНП в Комисията по права на жените и равенство между половете на Европейския парламент. На 19 октомври 2012 година Мария Неделчева е избрана за заместник-председател на ЕНП жени. През юни 2013 година е избрана за „Евродепутат на годината“ в категория „Равенство на половете“.
След европейските избори през 2014 година Мария Габриел е заместник-председател на Групата на ЕНП в Европейския парламент по въпросите на Средиземноморието, Близкия изток и Северна Африка и ръководител на българската делегация в Групата на ЕНП. Като заместник-председател на Групата на ЕНП тя председателства Работната група на ЕНП „Евромед“ и отговаря за връзките на групата със страни от Средиземноморието, Близкия Изток и Северна Африка по приоритетни въпроси като миграцията, сигурността, борбата с тероризма и радикализацията, превенцията на конфликти, правата на жените. Под нейно ръководство е изготвена Стратегическата позиция на ЕНП за Средиземноморието за мандата 2014 – 2019 година.
През 2015 година Европейската асоциация на агенциите по комуникации ѝ връчва отличието „Евродепутат, защитник на социална кауза“ за приноса ѝ за равенството между половете и правата на жените. През 2016 година получава награда „Евродепутат на годината“ в категория „Развитие“ и орден „Сан Карлос“ на правителството на Колумбия за заслуги към страната в областта на международните отношения и дипломацията.

### Отговорности
Комисия по граждански свободи, правосъдие и вътрешни работи (LIBE)
Като член на Комисията по граждански свободи, правосъдие и вътрешни работи от 2009 година Мария Неделчева работи в няколко приоритетни области: миграционната политика на Съюза; Шенген; споразуменията за либерализиране на визовите режими с трети страни; темите за сигурността; борбата срещу тероризма и трафика на хора. Следи въпросите, свързани с ФРОНТЕКС и Системата за влизане/излизане в ЕС. Тя е докладчик по 1/3 от всички споразумения на ЕС за либерализиране на визов режим, последните от които с Колумбия, Перу, Грузия и Украйна.
Мария Неделчева е член на Специалната комисия по организираната престъпност, корупцията и изпирането на пари (CRIM), създадена в Европейския парламент в началото на 2012 година и приключила работата си през 2013 година.
Комисия по външни работи (AFET)
От 2014 година в Комисията по външни работи Мария Габриел работи по въпросите на страните от Средиземноморието, отношенията ЕС-Африка, Близкия Изток и страните от Арабския полуостров. Води преговори от името на Групата на ЕНП за резолюции по случаи на нарушаване на правата на човека, демокрацията и принципа на правовата държава в тези страни и по света.
Комисия по правата на жените и равенство между половете (FEMM)
От 2012 до 2014 година Мария Неделчева е координатор на Групата на ЕНП в Комисията по правата на жените и равенството между половете. Тя е докладчик на Европарламента по Директивата за жените в управителните съвети на дружествата Women on board. През 2015 година стартира национална кампания „Насилието над жените: да отворим очи и нарушим мълчанието“.
Комисия по земеделие и развитие на селските райони (AGRI)
От началото на първия си мандат Мария Неделчева работи по въпросите на Общата селскостопанска политика на ЕС. Работата ѝ е свързана с принципите за по-справедлива, гъвкава и опростена селскостопанска политика; подкрепа за животновъдите и пчеларите; подкрепа за малките и средни селскостопански производители.
В периода 2011 – 2013 година Мария Неделчева провежда обществен дебат „Земеделие и политика – връзката си ти“ в редица областни градове в България. Дейността ѝ включва защита на интересите на българските пчелари и справяне с предизвикателствата пред пчеларския сектор в Европа.
Председател е на Работната група по пчеларство. През 2015 година организира Европейската седмица на пчелите и опрашването в Европейския парламент. В рамките на специализираната седмица поставя началото на Европейски форум на пчеларите и земеделските стопани. През 2017 година стартира национална кампания „Медена закуска“ в училищата с цел популяризиране приноса на пчелите за биоразнообразието и ползите от консумацията на мед и пчелни продукти.

### Дунавска стратегия
Мария Неделчева организира редица конференции в България и в Европейския парламент и отстоява Дунавската стратегия като стратегически важна за ЕС, базирана на подхода „отдолу-нагоре“. През 2012 година организира обществен дебат „Дунавската стратегия – възможност да градим регионите в Европа“ в партньорство с Министерство на регионалното развитие и благоустройството на Република България и фондация „Хайнс Зайдел“.

### Външна политика
Делегация в Съвместната парламентарна асамблея ЕС-АКТБ
От 2009 година Мария Неделчева е член на Делегацията в Съвместната парламентарна асамблея на ЕС и страни от Африка, Карибите и Тихия океан (ЕС-АКТБ). В рамките на Асамблеята е член на Комисията по политически въпроси. Работи по въпросите за превенциятата и разрешаването на конфликти, укрепването на върховенството на закона, развитието, политиката на ЕС и отношенията с Африка; бъдещето на партньорството ЕС-АКТБ; сътрудничеството между ЕС, Африканския съюз и регионалните институции; утвърждаването на мира и демокрацията в страните от АКТБ; участието на жените в процесите на демократизация и помирение.
Наблюдателни мисии на ЕС
Интерес за Мария Неделчева представлява ролята на ЕС чрез един от най-демократичните инструменти за външна политика – наблюдателните мисии.
През 2011 година е ръководител на Наблюдателната мисия на ЕС на президентските и парламентарни избори в Демократична република Конго, а през 2014 година води последваща експертна мисия на Съюза с цел оценка изпълнението на препоръките. Пет пъти е ръководител на делегации на Европейския парламент за наблюдение на избори – Сиера Леоне, Нигерия, Судан, Танзания, Йордания. Била е наблюдател на ЕП в други седем мисии – Хаити, Чад, Киргизстан, Того, Бурунди, Буркина Фасо, Уганда. През 2016 година Мария Габриел ръководи наблюдателната мисия на ЕС на президентските избори в Габон.

## Извънпарламентарна дейност
Централно място в извънпарламентарната дейност на Мария Неделчева заемат инициативите, насочени към младите хора. Има разкрити общо шест европейски информационни центрове – два в София, Благоевград, Русе, Бургас и Сливен. Чрез тях организира обучения, презентации, кампании, запознаващи младите хора и всички останали граждани с предимствата от членството на България в ЕС. Сред извънпарламентарните инициативи на Мария Неделчева се отличават ежегодният национален конкурс на европейска тематика, който организира за ученици, и националната кампания „Читател на годината“.

## Семейство
През 2012 година Мария Неделчева се омъжва за Франсоа Габриел, който по това време е част от екипа на председателя на групата на ЕНП в Европарламента Жозеф Дол. През 2015 година се ражда синът им Жан-Едуар.